# Cnemidocarpa margaritifera
Cnemidocarpa margaritifera är en sjöpungsart som beskrevs av Hartmeyer 1918. Cnemidocarpa margaritifera ingår i släktet Cnemidocarpa och familjen Styelidae. Inga underarter finns listade i Catalogue of Life.